# Eneco Tour 2008
Il Eneco Tour 2008, quarta edizione della corsa, valido come evento dell'UCI ProTour 2008 categoria 2.PT, si svolse dal 20 al 27 agosto 2008 su un percorso di 1 126,4 km suddiviso in un prologo e 5 tappe. Fu vinto dallo spagnolo José Iván Gutiérrez, che terminò la competizione in 26h 27' 7" alla media di 42,58 km/h.
Dei 151 ciclisti alla partenza furono 109 a portare a termine la gara.

## Tappe
| Tappa  | Data      | Percorso                               | km      | Vincitore di tappa   | Leader cl. generale |
| ------ | --------- | -------------------------------------- | ------- | -------------------- | ------------------- |
| Prol.  | 20 agosto | Sittard-Geleen (NLD) (Cronometro ind.) | 4,4     | José Iván Gutiérrez  | José Iván Gutiérrez |
| 1ª     | 21 agosto | Beek (NLD) > Roermond (NLD)            | 173,8   | Tom Boonen           | José Iván Gutiérrez |
| 2ª     | 22 agosto | Roermond (NLD) > Nieuwegein (NLD)      | 173,2   | André Greipel        | José Iván Gutiérrez |
| 3ª     | 23 agosto | Nieuwegein (NLD) > Terneuzen (NLD)     | 185,9   | Daniele Bennati      | Daniele Bennati     |
| 4ª     | 24 agosto | Terneuzen (NLD) > Ardooie (BEL)        | 213     | Tom Boonen           | André Greipel       |
| 5ª     | 25 agosto | Ardooie (BEL) > Ostenda (BEL)          | 167     | Carlo Westphal       | André Greipel       |
| 6ª     | 26 agosto | Maldegem (BEL) > Bruxelles (BEL)       | 186     | Edvald Boasson Hagen | André Greipel       |
| 7ª     | 27 agosto | Malines (BEL) (Cronometro ind.)        | 18,8    | Raivis Belohvoščiks  | José Iván Gutiérrez |
| Totale | Totale    | Totale                                 | 1 126,4 |                      |                     |

## Squadre partecipanti
Le squadre partecipanti furono 20, 18 appartenenti al ProTour più altre 2 invitate dall'organizzazione, Cycle Collstrop e Skil-Shimano.
| N.    | Cod. | Squadra                 |
| ----- | ---- | ----------------------- |
| 1-8   | GCE  | Caisse d'Epargne        |
| 11-18 | SIL  | Silence-Lotto           |
| 21-28 | RAB  | Rabobank                |
| 31-38 | QST  | Quick Step              |
| 41-48 | AST  | Astana                  |
| 51-58 | THR  | Team Columbia-High Road |
| 61-68 | SKS  | Skil-Shimano            |
| 71-77 | GST  | Team Gerolsteiner       |
| 81-88 | MRM  | Team Milram             |
| 91-98 | LIQ  | Liquigas                |

| N.      | Cod. | Squadra             |
| ------- | ---- | ------------------- |
| 101-108 | COS  | Cycle Collstrop     |
| 111-118 | C.A  | Crédit Agricole     |
| 121-128 | ALM  | AG2R La Mondiale    |
| 131-138 | FDJ  | Française des Jeux  |
| 141-147 | COF  | Cofidis             |
| 151-158 | SDV  | Scott-American Beef |
| 161-168 | CSC  | Team CSC-Saxo Bank  |
| 171-178 | LAM  | Lampre-N.G.C.       |
| 181-188 | BTL  | Bouygues Télécom    |
| 191-198 | EUS  | Euskaltel-Euskadi   |

## Dettagli delle tappe

### Prologo
- 20 agosto: Sittard-Geleen (Paesi Bassi) – Cronometro individuale – 4,4 km

Risultati
| Pos. | Corridore            | Squadra         | Tempo   |
| ---- | -------------------- | --------------- | ------- |
| 1    | José Iván Gutiérrez  | C. d'Epargne    | 5'31"90 |
| 2    | Cyril Lemoine        | Crédit Agricole | a 0"08  |
| 3    | Edvald Boasson Hagen | Columbia        | a 0"33  |

| Pos. | Corridore            | Squadra         | Tempo |
| ---- | -------------------- | --------------- | ----- |
| 1    | José Iván Gutiérrez  | C. d'Epargne    | 5'31" |
| 2    | Cyril Lemoine        | Crédit Agricole | s.t.  |
| 3    | Edvald Boasson Hagen | Columbia        | a 1"  |

### 1ª tappa
- 21 agosto: Beek (Paesi Bassi) > Roermond (Paesi Bassi) – 173,8 km

Risultati
| Pos. | Corridore       | Squadra    | Tempo    |
| ---- | --------------- | ---------- | -------- |
| 1    | Tom Boonen      | Quick Step | 4h16'17" |
| 2    | Daniele Bennati | Liquigas   | s.t.     |
| 3    | Fabio Sabatini  | Milram     | s.t.     |

| Pos. | Corridore            | Squadra         | Tempo    |
| ---- | -------------------- | --------------- | -------- |
| 1    | José Iván Gutiérrez  | C. d'Epargne    | 4h21'46" |
| 2    | Cyril Lemoine        | Crédit Agricole | a 2"     |
| 3    | Edvald Boasson Hagen | Columbia        | a 3"     |

### 2ª tappa
- 22 agosto: Roermond (Paesi Bassi) > Nieuwegein (Paesi Bassi) – 173,2 km

Risultati
| Pos. | Corridore       | Squadra       | Tempo    |
| ---- | --------------- | ------------- | -------- |
| 1    | André Greipel   | Columbia      | 3h51'31" |
| 2    | Juan José Haedo | CSC-Saxo Bank | s.t.     |
| 3    | Robert Förster  | Gerolsteiner  | s.t.     |

| Pos. | Corridore            | Squadra         | Tempo    |
| ---- | -------------------- | --------------- | -------- |
| 1    | José Iván Gutiérrez  | C. d'Epargne    | 8h13'17" |
| 2    | Edvald Boasson Hagen | Columbia        | s.t.     |
| 3    | Cyril Lemoine        | Crédit Agricole | a 1"     |

### 3ª tappa
- 23 agosto: Nieuwegein (Paesi Bassi) > Terneuzen (Paesi Bassi) – 185,9 km

Risultati
| Pos. | Corridore        | Squadra       | Tempo    |
| ---- | ---------------- | ------------- | -------- |
| 1    | Daniele Bennati  | Liquigas      | 4h46'08" |
| 2    | Tom Boonen       | Quick Step    | s.t.     |
| 3    | Jürgen Roelandts | Silence-Lotto | s.t.     |

| Pos. | Corridore            | Squadra  | Tempo     |
| ---- | -------------------- | -------- | --------- |
| 1    | Daniele Bennati      | Liquigas | 12h59'21" |
| 2    | Edvald Boasson Hagen | Columbia | a 1"      |
| 3    | André Greipel        | Columbia | a 4"      |

### 4ª tappa
- 24 agosto: Terneuzen (Paesi Bassi) > Ardooie (Belgio) – 213 km

Risultati
| Pos. | Corridore            | Squadra      | Tempo    |
| ---- | -------------------- | ------------ | -------- |
| 1    | Tom Boonen           | Quick Step   | 5h00'35" |
| 2    | Kenny van Hummel     | Skil-Shimano | s.t.     |
| 3    | Edvald Boasson Hagen | Columbia     | s.t.     |

| Pos. | Corridore            | Squadra    | Tempo     |
| ---- | -------------------- | ---------- | --------- |
| 1    | André Greipel        | Columbia   | 17h59'51" |
| 2    | Edvald Boasson Hagen | Columbia   | a 2"      |
| 3    | Tom Boonen           | Quick Step | a 7"      |

### 5ª tappa
- 25 agosto: Ardooie (Belgio) > Ostenda (Belgio) – 167 km

Risultati
| Pos. | Corridore        | Squadra         | Tempo    |
| ---- | ---------------- | --------------- | -------- |
| 1    | Carlo Westphal   | Gerolsteiner    | 3h57'38" |
| 2    | Jaŭhen Hutarovič | F. des Jeux     | s.t.     |
| 3    | Borut Božič      | Cycle Collstrop | s.t.     |

| Pos. | Corridore           | Squadra       | Tempo     |
| ---- | ------------------- | ------------- | --------- |
| 1    | André Greipel       | Columbia      | 21h57'23" |
| 2    | José Iván Gutiérrez | C. d'Epargne  | a 11"     |
| 3    | Jürgen Roelandts    | Silence-Lotto | a 12"     |

### 6ª tappa
- 26 agosto: Maldegem (Belgio) > Bruxelles (Belgio) – 186 km

Risultati
| Pos. | Corridore            | Squadra         | Tempo    |
| ---- | -------------------- | --------------- | -------- |
| 1    | Edvald Boasson Hagen | Columbia        | 4h07'20" |
| 2    | Jimmy Engoulvent     | Crédit Agricole | s.t.     |
| 3    | Sergej Ivanov        | Astana          | s.t.     |

| Pos. | Corridore           | Squadra       | Tempo     |
| ---- | ------------------- | ------------- | --------- |
| 1    | André Greipel       | Columbia      | 26h04'46" |
| 2    | José Iván Gutiérrez | C. d'Epargne  | a 11"     |
| 3    | Jürgen Roelandts    | Silence-Lotto | a 12"     |

### 7ª tappa
- 29 agosto: Malines (Belgio) – Cronometro individuale – 18,8 km

Risultati
| Pos. | Corridore           | Squadra      | Tempo  |
| ---- | ------------------- | ------------ | ------ |
| 1    | Raivis Belohvoščiks | Scott        | 36'50" |
| 2    | José Iván Gutiérrez | C. d'Epargne | a 8"   |
| 3    | Sébastien Rosseler  | Quick Step   | s.t.   |

| Pos. | Corridore           | Squadra      | Tempo     |
| ---- | ------------------- | ------------ | --------- |
| 1    | José Iván Gutiérrez | C. d'Epargne | 26h27'07" |
| 2    | Sébastien Rosseler  | Quick Step   | a 4"      |
| 3    | Michael Rogers      | Columbia     | a 7"      |

## Evoluzione delle classifiche
| Tappa              | Vincitore            | Classifica generale | Classifica a punti | Classifica scalatori | Classifica a squadre    |
| ------------------ | -------------------- | ------------------- | ------------------ | -------------------- | ----------------------- |
| Prol.              | José Iván Gutiérrez  | José Iván Gutiérrez | non assegnata      | non assegnata        | Caisse d'Epargne        |
| 1ª                 | Tom Boonen           | José Iván Gutiérrez | Tom Boonen         | Floris Goesinnen     | Caisse d'Epargne        |
| 2ª                 | André Greipel        | José Iván Gutiérrez | Tom Boonen         | Floris Goesinnen     | Caisse d'Epargne        |
| 3ª                 | Daniele Bennati      | Daniele Bennati     | Tom Boonen         | Floris Goesinnen     | Caisse d'Epargne        |
| 4ª                 | Tom Boonen           | André Greipel       | Tom Boonen         | Floris Goesinnen     | Caisse d'Epargne        |
| 5ª                 | Carlo Westphal       | André Greipel       | Jürgen Roelandts   | Floris Goesinnen     | Team Columbia-High Road |
| 6ª                 | Edvald Boasson Hagen | André Greipel       | Jürgen Roelandts   | Floris Goesinnen     | Team Columbia-High Road |
| 7ª                 | Raivis Belohvoščiks  | José Iván Gutiérrez | Jürgen Roelandts   | Floris Goesinnen     | Team Columbia-High Road |
| Classifiche finali | Classifiche finali   | José Iván Gutiérrez | Jürgen Roelandts   | Floris Goesinnen     | Team Columbia-High Road |

## Classifiche finali

### Classifica generale
| Pos. | Corridore           | Squadra       | Tempo     |
| ---- | ------------------- | ------------- | --------- |
| 1    | José Iván Gutiérrez | C. d'Epargne  | 26h27'07" |
| 2    | Sébastien Rosseler  | Quick Step    | a 4"      |
| 3    | Michael Rogers      | Columbia      | a 7"      |
| 4    | Stijn Devolder      | Quick Step    | a 13"     |
| 5    | André Greipel       | Columbia      | a 14"     |
| 6    | Joost Posthuma      | Rabobank      | a 39"     |
| 7    | Servais Knaven      | Columbia      | a 48"     |
| 8    | Bram Tankink        | Rabobank      | a 51"     |
| 9    | Jürgen Roelandts    | Silence-Lotto | a 54"     |
| 10   | Piet Rooijakkers    | Skil-Shimano  | a 1'02"   |

### Classifica a punti
| Pos. | Corridore            | Squadra         | Punti |
| ---- | -------------------- | --------------- | ----- |
| 1    | Jürgen Roelandts     | Silence-Lotto   | 113   |
| 2    | André Greipel        | Columbia        | 105   |
| 3    | Edvald Boasson Hagen | Columbia        | 104   |
| 4    | Kenny van Hummel     | Skil-Shimano    | 85    |
| 5    | Borut Božič          | Cycle Collstrop | 58    |

### Classifica scalatori
| Pos. | Corridore        | Squadra       | Punti |
| ---- | ---------------- | ------------- | ----- |
| 1    | Floris Goesinnen | Skil-Shimano  | 30    |
| 2    | Lars Bak         | CSC-Saxo Bank | 15    |
| 3    | Bram Tankink     | Rabobank      | 9     |
| 4    | Leif Hoste       | Silence-Lotto | 6     |
| 5    | Maarten Wynants  | Quick Step    | 5     |

### Classifica a squadre
| Pos. | Squadra                 | Tempo     |
| ---- | ----------------------- | --------- |
| 1    | Team Columbia-High Road | 79h22'09" |
| 2    | Quick Step              | a 59"     |
| 3    | Rabobank                | a 1'52"   |
| 4    | Astana                  | a 2'16"   |
| 5    | Skil-Shimano            | a 3'53"   |

## Punteggi UCI
| Pos.                 | Corridore           | Squadra       | Punti |
| -------------------- | ------------------- | ------------- | ----- |
| 1                    | José Iván Gutiérrez | C. d'Epargne  | 55    |
| 2                    | Sébastien Rosseler  | Quick Step    | 41    |
| 3                    | Michael Rogers      | Columbia      | 35    |
| 4                    | Stijn Devolder      | Quick Step    | 30    |
| 5                    | André Greipel       | Columbia      | 28    |
| 6                    | Joost Posthuma      | Rabobank      | 20    |
| 7                    | Servais Knaven      | Columbia      | 15    |
| 8                    | Bram Tankink        | Rabobank      | 10    |
| 9                    | Tom Boonen          | Quick Step    | 8     |
| 10                   | Jürgen Roelandts    | Silence-Lotto | 6     |
| 11                   | Daniele Bennati     | Liquigas      | 5     |
| Edvald Boasson Hagen | Columbia            | 5             |       |
| 13                   | Carlo Westphal      | Gerolsteiner  | 3     |
| Raivis Belohvoščiks  | Scott               | 3             |       |
| 15                   | Piet Rooijakkers    | Skil-Shimano  | 2     |
| Cyril Lemoine        | Crédit Agricole     | 2             |       |
| Jimmy Engoulvent     | Crédit Agricole     | 2             |       |
| Jaŭhen Hutarovič     | F. des Jeux         | 2             |       |
| Kenny van Hummel     | Skil-Shimano        | 2             |       |
| Juan José Haedo      | CSC-Saxo Bank       | 2             |       |
| 21                   | Sergej Ivanov       | Astana        | 1     |
| Fabio Sabatini       | Milram              | 1             |       |
| Robert Förster       | Gerolsteiner        | 1             |       |

| Pos. | Squadra                 | Punti |
| ---- | ----------------------- | ----- |
| 1    | Team Columbia-High Road | 20    |
| 2    | Quick Step              | 19    |
| 3    | Rabobank                | 18    |
| 4    | Astana                  | 17    |
| 5    | Silence-Lotto           | 14    |
| 6    | Liquigas uigas          | 13    |
| 7    | Team CSC-Saxo Bank      | 12    |
| 8    | AG2R Prévoyance         | 11    |
| 9    | Caisse d'Epargne        | 10    |
| 10   | Crédit Agricole         | 9     |
| 11   | Team Milram             | 8     |
| 12   | Bouygues Télécom        | 7     |
| 13   | Française des Jeux      | 6     |
| 11   | Scott-American Beef     | 5     |
| 12   | Lampre                  | 4     |
| 13   | Cofidis                 | 3     |
| 14   | Euskaltel-Euskadi       | 2     |

| Pos.      | Nazione     | Punti |
| --------- | ----------- | ----- |
| 1         | Belgio      | 85    |
| 2         | Spagna      | 55    |
| 3         | Paesi Bassi | 49    |
| 4         | Australia   | 35    |
| 5         | Germania    | 32    |
| 6         | Italia      | 6     |
| 7         | Norvegia    | 5     |
| 8         | Francia     | 4     |
| 9         | Lettonia    | 3     |
| 10        | Bielorussia | 2     |
| Argentina | 2           |       |
| 12        | Russia      | 1     |